# 9602 Оя
9602 Оя (9602 Oya) — астероїд головного поясу, відкритий 31 жовтня 1991 року.
Тіссеранів параметр щодо Юпітера — 3,587.
Названо на честь Оя (яп. おおや(大屋) о:я)